# Camino (Piemont)
Camino (piemontiul: Camin) település Olaszországban, Piemont régióban, Alessandria megyében. Lakosainak száma 733 fő (2023. január 1.). Camino Gabiano, Mombello Monferrato, Palazzolo Vercellese, Pontestura, Trino, Morano sul Po és Solonghello községekkel határos.

## Népesség
A település népességének változása:
| Lakosok száma | 809  | 769  | 733  |
|               | 2017 | 2018 | 2023 |